# 夏子の酒
『夏子の酒』（なつこのさけ）は、尾瀬あきらによる日本の漫画。1988年から1991年にかけ『モーニング』（講談社）に連載された。また、1994年には和久井映見主演でテレビドラマ化された。

## 概要
造り酒屋を舞台として酒米を題材に日本の米作り・農業問題を取り上げた社会派漫画。農業問題とともに、それまで一般的に知名度が低かった、三倍増醸酒と純米酒をめぐる問題など日本酒業界の抱える構造的問題を世に知らしめ、テレビドラマ化をきっかけに、日本酒への関心が高まり酒造業界に大きく貢献したとされる 。

なお「幻の酒米を復活させる」ストーリーは「亀の尾」という酒米品種を酒造家が復活させた事例を参考にして、組み立てられた。

## あらすじ
佐伯夏子は、実家の造り酒屋を出て、東京の広告代理店でコピーライターとして働いていた。実家の佐伯酒造では、兄の康男が、幻の酒米「龍錦(たつにしき)」を使った日本一の酒を造るべく奮闘していたが、志半ばで病に倒れ、帰らぬ人となる。生前の兄から、夢であった日本一の酒について聞かされていた夏子は、会社を辞め、龍錦を使った日本一の酒を造る夢を引き継ぐため実家に戻るが、数々の試練が夏子を待ち受けていた。

## 続編・関連作品
- 尾瀬による続編『奈津の蔵』が1998年から2000年まで『モーニング』で連載された。かつて佐伯酒造で働いていた老婦人から夏子が聞き取る形で、夏子の祖母の話を取り上げる。夏子が草壁と結婚、妊娠していることが伺われる。
- 尾瀬が『ビッグコミックオリジナル（小学館）に2006年から2009年まで連載した『蔵人－クロード－』は、日本酒作りを酒蔵の杜氏の視点から描いた作品である。

## テレビドラマ
1994年1月12日から3月23日まで、フジテレビ系列で放送された。全11回、平均視聴率14.7%。
テレビドラマでは、酒造りにリアリティを出すため、夏子が原料となるコメの育成を始めるシーンからスタートさせた。実はこのシーンは本格的に撮影に入る1年前の1993年にコメの産地新潟県中越地方で撮影されたものであり、スタッフ・キャスト共にいかにこのドラマの製作に意欲を見せていたかが分かる。
また、原作のモデルとなった三島郡和島村（現長岡市）の久須美酒造でロケを行うなど、よりリアリティのある作品に仕上がっている。
再放送はフジテレビや各地方局で行われていたものの、VHS化やDVD化が実現していなかったが、2010年5月19日に4枚組DVD-BOXとして発売された。
和久井映見は本作が連続ドラマ初主演。なお、2014年に和久井は「オトナの!」（TBS）の番組企画で旧和島村の久須美酒造を20年ぶりに訪問している 。

### 原作とドラマの相違点
- 原作では夏子の母も登場するが、ドラマでは1話で仏壇に写真が出ている。
- 原作では龍錦の種籾を康男が入手したのちに倒れ、葬儀後にじっちゃんが夏子に見せるが、ドラマでは康男が種籾を夏子に見せる。
- 原作では荒木は登場しない（原作では、和子は最後まで亡き康男を想っていることが強く伺われる）。
- 原作に登場する冴子の親は父であるが、ドラマでは母である。また、都落ちの理由は、原作では妻子持ちの男性との子を宿したことに端を発するようであるが、ドラマではアダルトビデオ出演がキーポイントとなっている。
- 原作では冴子が草壁に想いを寄せることはない。

※原作に登場する、一家言をもつ専業農家の豪田に惹かれ、最後には結婚する。原作由来のストーリー中、豪田が担っている部分の多くを、ドラマでは宮川が担っている。
- 原作では、夏子が内海酒造の社長に想いを寄せるが、ドラマでは当初、荒木を想うものの、彼の義姉への想いを知って諦め、内海には単にライバル心をぶつけるにとどまっている。
- 原作では、減反や農薬一斉散布など、米作農家が直面している諸問題を細かくとりあげているが、ドラマではあまり掘り下げられていない。

※原作では龍錦栽培に至るまで相当な紆余曲折があるが、ドラマではむしろ前向きな形で始められる。
- 原作では龍錦栽培2年目の苦労（冴子が栽培し、親に青刈りされるエピソードなど）も相応に描かれるが、ドラマでは数分に終わってしまう。
- 原作では草壁が夏子にプロポーズすべく飲み比べを挑むくだりがあるものの、ドラマではその前段階あたりで終わる。
- 原作では、じっちゃんの逝去、葬儀まで描かれている。

### 主な登場人物
佐伯夏子：和久井映見
主人公。実家は新潟の佐伯酒造。東京の広告代理店に勤務。
佐伯康男：中井貴一（特別出演）
夏子の兄で佐伯酒造専務。真面目で仕事熱心な性格で後継者として期待されていたが、癌を患い（康男本人には「肺炎」と説明していて実際の病名は告知されなかった様子）病身をおして「龍錦」の籾種を入手した直後に容態が悪化し、志半ばでこの世を去る。
佐伯浩男：高松英郎
夏子の父。頑固な性格。
草壁渡：萩原聖人
佐伯酒造従業員。原作では康男の大学時代の後輩。
荒木誠司：石黒賢
ドラマのみのオリジナルキャラクター。康男の大学の後輩。東京にいた夏子の面倒を何かと見ていた。未亡人となった和子に思いを寄せる。
佐伯和子：若村麻由美
康男の妻。東京出身。実家は定食屋。康男が亡くなり、東京から夏子が帰ってきたことで佐伯家での立場が微妙になる。しかし、夏祭りの前に届いた思わぬ贈り物で佐伯家に留まることを決意し、義理の妹の幻の米作りの夢を暖かく見守る。
橋本冴子：松下由樹
夏子の友人。東京で働いていたがワケアリで実家に戻ってきた。ＡＶ出演歴もある様子。自分が挫折した弱さに対するストレスを、屈折した形で夢を追う夏子にぶつける。しかし、その一方で夏子を羨ましく思う部分も見せる。初登場の場面では田んぼに煙草の吸い殻を投げ捨てていた。
山田信助：下條正巳
佐伯酒造で30年来働く杜氏。吉川区（旧吉川町）出身。夏子は「じっちゃん」と呼ぶ。モデルは波瀬正吉。
宮川源平：山谷初男
農業。既に稲作をやめてしまって昼間から一升瓶を抱えている飲んだくれ（原作では隠居する決心をするも、夏子を見守るために思いとどまる）。しかし、50年前に龍錦を栽培していたらしく、夏子が龍錦を栽培し始めると、徐々に重要な役割を果たしていく。
※当初はハナ肇で撮影を進めていたが、急逝したため山谷で撮り直された。なお、ハナで撮影された映像の一部は同局で放送された本人の追悼特別番組などで流された。
内海英二：風間トオル
吟醸「美泉」を造っている内海酒造の若社長。
※原作では夏子に想いを寄せ、時にはアドバイスをするなど、重要な役割を担うが、ドラマでは造り酒屋の集会で会うほか、龍錦の酒ができた際に受け取るシーンに出るのみ。
原田恒夫：美木良介
夏子の東京在住時の広告会社での上司。
先輩コピーライター：西村雅彦
沢口仁吉：宮下直紀
夏子の友人。親は農家だが、自分は市役所に勤めている。夏子が稲作を始めると聞いて手伝ったりして、徐々に巻き込まれてしまう。しかし、その結果として、恋人や父親とぶつかるようになってしまう。
田中静江：長谷川真弓
仁吉の彼女。仁吉は公務員だと言う前提でプロポーズを受けたが、仁吉が龍錦をやりたいと言いだして、農家の嫁は自信がないと告白する。
仁吉の父：平泉成
村の区長を務め、村全体の農家の利益を考える立場で、龍錦に苦言を呈し続ける。ドラマ中盤での夏子に立ちはだかる最大の壁となる。
黒岩慎吾：矢野泰二
夏子の友人。仁吉とつるんでいるが、仁吉に婚約者ができたり龍錦に巻き込まれていく中で、自分の将来が見えなくなっていく。赤いBMWで暴走していることが多い。昔から冴子に思いを寄せていた節があるが、手酷く振られ続けている。
橋本冴子の母：白川和子
吉田一郎：川原和久
夏子の龍錦栽培に対して、最初に病虫害のリスクを心配して意見する近隣農家。しかし、夏子の龍錦が無事に1年目の収穫を迎えるようになり、考えを少しずつ変えていく。
吉田一郎の妻：深浦加奈子
蔵人：橋本功

#### その他の出演者
- 荘田優志
康男と和子の息子。
- 依田朋子
- 坂本あきら
- 加賀谷純一　その他

### 主題歌
- 熊谷幸子「風と雲と私」
  - 熊谷は劇伴音楽も担当。

### スタッフ
- 原作：尾瀬あきら
- 脚本：水橋文美江、尾崎将也
- 演出：本間欧彦、石坂理江子
- 演出補：水田成英、岩本仁志
- 技術協力：ビデオスタッフ
- スタジオ：にっかつ撮影所
- 企画：河村雄太郎
- プロデュース：清野豊、関本広文、長尾恵美子
- 協力：久須美酒造、亀の尾生産組合、原商株式会社

### サブタイトル
| 第1話                                                      | 1994年1月12日 | 夢を追いかけて   | 17.1% |
| 第2話                                                      | 1994年1月19日 | もっと大きな夢が | 17.0% |
| 第3話                                                      | 1994年1月26日 | たった一人の挑戦 | 13.7% |
| 第4話                                                      | 1994年2月2日  | 夢が動きはじめた | 14.6% |
| 第5話                                                      | 1994年2月9日  | 傷ついた夢       | 14.0% |
| 第6話                                                      | 1994年2月16日 | 夏祭りの夜       | 12.8% |
| 第7話                                                      | 1994年2月23日 | 心が結ばれた!    | 12.8% |
| 第8話                                                      | 1994年3月2日  | 愛が実る時       | 13.2% |
| 第9話                                                      | 1994年3月9日  | 新しい夢の始まり | 15.9% |
| 第10話                                                     | 1994年3月16日 | 夢がかなう日     | 13.9% |
| 最終話                                                     | 1994年3月23日 | 夢の彼方へ       | 17.0% |
| 平均視聴率 14.7%（視聴率は関東地区・ビデオリサーチ社調べ） |               |                  |       |